# Radiographie du thorax
La radiographie du thorax (parfois désignée par l'abréviation RT) est une technique d'imagerie médicale à base de rayons X permettant de diagnostiquer des pathologies atteignant ou retentissant sur le thorax et ses composantes : atteintes du médiastin, infections pulmonaires, pneumothorax, décompensation cardiaque, etc...

## Données statistiques
Il s'agit de l'un des examens radiologiques les plus pratiqués. En France, selon la Haute Autorité de santé (HAS) en 2006, 4,4 millions de radiographies du thorax ont été réalisées sur une population de 63 millions de personnes.

## Technique
L'aspect technique de la radiographie du thorax se fonde sur la projection de rayons X à travers le corps pour atteindre une plaque de capture numérique ou un film.

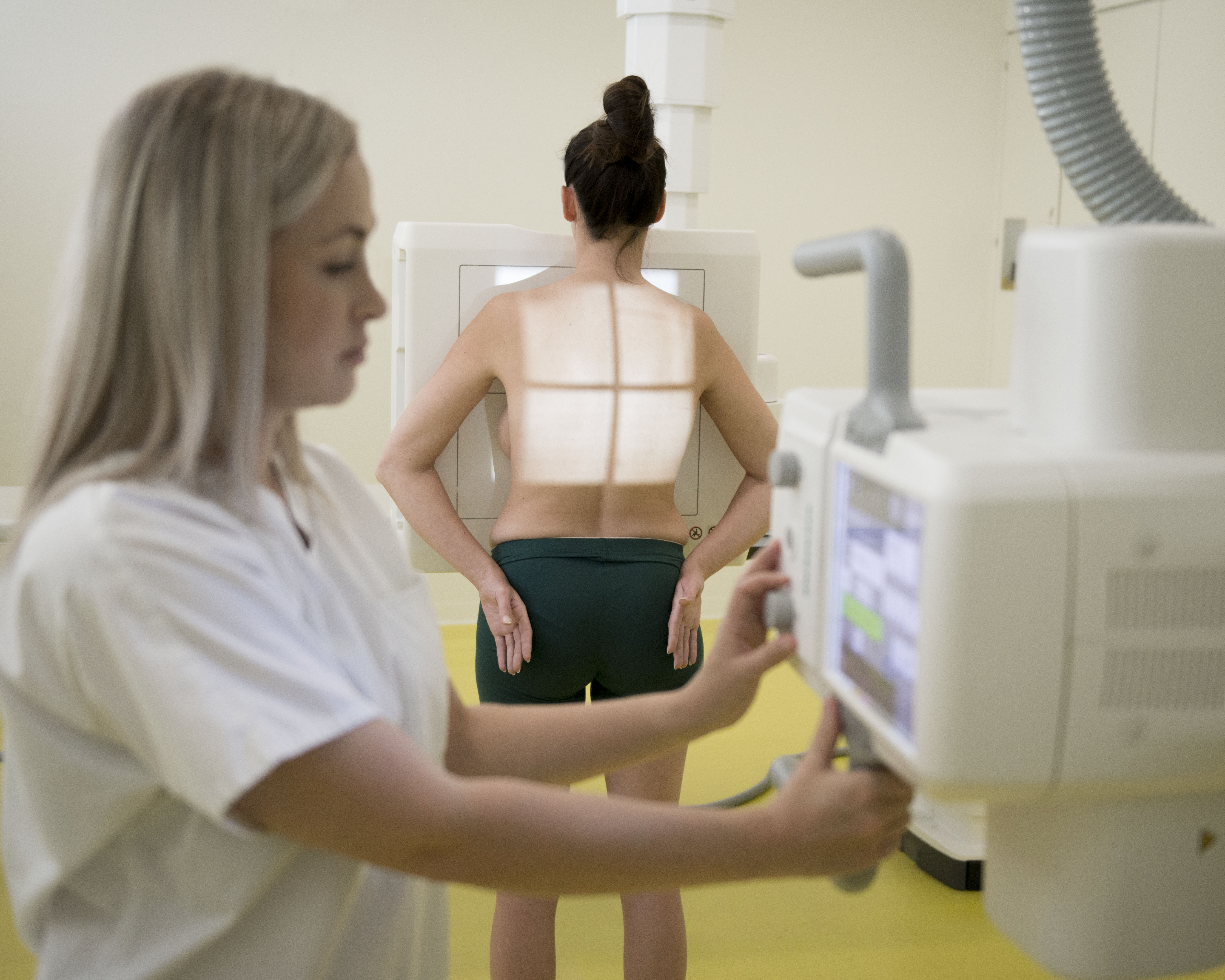
Positionnement pour une radiographie du thorax postéro-antérieure

### Radiographie standard
Pour obtenir une image de face, le patient se tient debout, la partie antérieure du tronc accolée à la plaque de capture et l'émetteur dans son dos. On parle alors de projection postéro-antérieure. Si le patient ne peut se mobiliser, il est possible de faire une capture dans son lit, la plaque de capture est alors placée dans le dos du patient. On parle alors de projection antéro-postérieure. Cette variante peut induire des erreurs à cause de la déformation apparente des organes due au changement de distance avec la plaque.

### Radiographie de profil
Pour obtenir une image de profil, le patient est nécessairement debout et c'est le côté gauche qui, par convention et pour limiter l'empreinte du cœur, est accolé à la plaque de capture.

### Autres techniques

#### Radiographie dédiée au pneumothorax

##### Radiographie en expiration
Techniquement, le patient est debout et effectue une expiration profonde et maintient cette expiration au moment où le cliché est tiré.
En théorie, cette technique permet de mettre en évidence un pneumothorax. Une étude de 1996 s'est attachée à comparer la sensibilité et la spécificité de cette technique face à la radiographie standard : aucune différence n'a pu être mise en évidence (sensibilité de 83 % et spécificité de 99 %).

##### Radiographie en décubitus latéral gauche
Théoriquement, la technique la plus sensible pour détecter un pneumothorax est la radiographie en décubitus latéral gauche (patient positionné sur le flanc gauche).
Cette affirmation se base sur une étude publiée en 1992. Le test de référence dans cette étude était l'injection d'air entre les plèvres chez des cadavres.
Cette étude est souvent citée, mais la technique décrite est peu utilisée car techniquement compliquée et les preuves en clinique sont limitées (s'agissant d'une étude sur cadavres…).

#### Radiographie du gril costal ou thorax osseux
Techniquement, il s'agit de mettre en évidence la partie osseuse du thorax, en modifiant l’exposition de la radiographie. L'indication est la mise en évidence de fracture de côte.
Si cette technique est très spécifique (100 %), elle est peu sensible (15 %).
En pratique, elle est moins utilisée que la radiographie standard en cas de suspicion de fracture costale, et ce pour deux raisons :
- on ne visualise pas le parenchyme pulmonaire et donc les complications de la fracture costale que sont l'hémothorax et le pneumothorax[7][source insuffisante], seule indication à un traitement ;
- avec les radiographies numérisées, la modification de l'exposition et du contraste permette de « fabriquer » une « fenêtre osseuse »[Quoi ?].

La société américaine de radiologie (American College of Radiology, ACR) dans un document nommée Critères de pertinence de l'ACR (ACR Appropriateness Criteria), rédigé en 1999 et révisé en 2011, indique que la radiographie de gril costal est non appropriée avec un classement d'utilité de 2/10. Ces recommandations se basent notamment sur une étude qui a démontré que la prise en charge d'un patient avec ou sans fracture costale ne différait pas.

## Indications
Les indications pour une radiographie de thorax sont très nombreuses.
C'est un examen peu irradiant, l'exposition moyenne est de 0,02 mSv soit l’équivalent de l'irradiation naturelle de 2,4 jours, à comparer avec l'irradiation d'un scanner qui est de 8 mSv soit la quantité d'irradiation naturelle subie pendant plus de 2 ans.
Malgré cette relative innocuité, au vu de la répétition de cet examen au cours de la vie d'un individu, l'indication de cet examen doit être réfléchie.

### Radiographie «de routine»
La radiographie dite « de routine » est une radiographie effectuée sans indication, mais dans une situation particulière :
- entrée à l'hôpital pour hospitalisation ;
- entrée aux soins intensifs (Suisse)/unité de réanimation (France)/Intensive care unit, ICU (international) ;
- premier contact médical avec un interniste généraliste (Suisse).

Ces indications sont débattues et non entièrement tranchées :
- Pour : permet de diagnostiquer des pathologies indolentes, permet d'exclure ou d'affirmer une pathologie thoracique chez le patient. Cette radiographie est peu chère, peu irradiante[12], peu invasive, facile à réaliser (en comparaison du Ct-scann thoracique), l'interprétation est facile ;
- Contre : les pathologies mises en évidence par une radiographie standard peuvent aussi être mises en évidence lors de l'anamnèse ou d'autres examens[13], radiographie interprétée avec délais (dans une étude au Royaume-Uni, les radiographies d'admission n'étaient interprétées que le lendemain de leur réalisation)[14]. Une radiographie de routine ne change le diagnostic que dans 3 % des cas si celle-ci n'a pas d'indication telle qu'une toux, un état fébrile, une dyspnée ou une hémoptysie[15].

### Radiographie préopératoire
Radiographie thoracique standard effectuée avant une opération. Les recommandations actuelles sont de restreindre l'utilisation de cet examen aux patients suivants :
- patient avec pathologie cardiaque ou respiratoire connue ;
- patient de plus de 50 ans bénéficiant d'une opération d'un anévrisme de l'aorte abdominale, d'une opération abdominale haute ou thoracique.

Comme pour la radiographie de routine, la radiographie pré-opératoire est débattue :
- celle-ci modifie de manière marginale la prise en charge (entre 0,1 et 1 % des cas)[16],[17].
- elle conduit plus souvent à un diagnostic erroné qu'à un diagnostic pertinent (un diagnostic pertinent pour deux diagnostics erronés)[16] ;
- enfin le coût global d'une telle stratégie est exorbitant. Chaque cliché démontrant une pathologie influant le pronostic « coûte » entre 2 300 USD et 23 000 USD (entre 99 et 999 radiographies normales pour 1 radiographie influant la prise en charge soit une dépense de 100 à 1 000 x 23 $ pour trouver une pathologie pertinente)[18].

### Indications par spécialité

#### Indications pneumologiques (non exhaustives)
- Pneumonie :

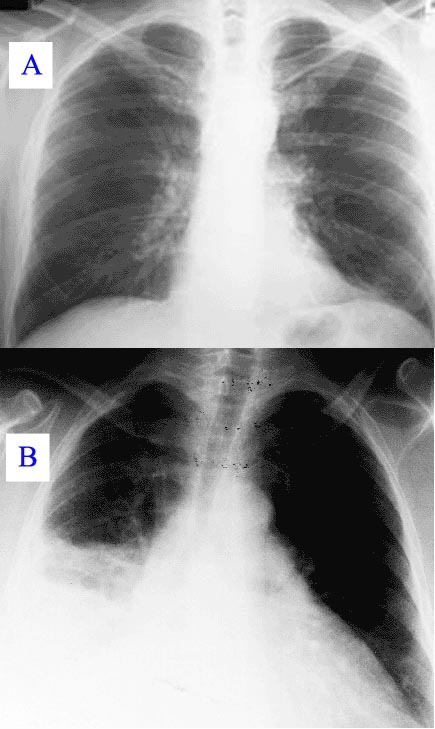
Image A: Radiographie du thorax normale. Image B: image de pneumonie atypique (fièvre Q).

  - une imagerie est nécessaire pour poser le diagnostic[19]. Il se base sur la présence d'un infiltrat alvéolaire ou bronchogramme aérique ;
  - suspicion étiologique : une pneumonie lobaire est plus facilement bactérienne ; une lésion caverneuse apicale est suspecte de tuberculose ; un infiltrat diffus est suspect de pneumonie virale ;
  - complication : principalement l’épanchement pleural ;
  - évaluation de la sévérité : une pneumonie multi-lobaire étendue ou bilatérale indique, associée à d'autres critères (hypotension, hypoxémie, urémie), une mortalité plus élevée et nécessite une hospitalisation en soins intensifs[20] ;
- Asthme
  - indication : la radiographie du thorax ne devrait être réalisée que chez les patients hospitalisés ou dont l'évolution aux urgences est peu favorable[21] ;
  - intérêt : recherche d'une cause à l'exacerbation asthmatique, par exemple infectieuse,
  - diagnostic différentiel d'une crise d'asthme notamment : dysfonction des cordes vocales[22] qui provoque plutôt une diminution des volumes pulmonaires ou le pneumothorax (tout à la fois diagnostic différentiel d'une dyspnée et complication potentielle d'une crise d'asthme[23]) ;
- Broncho-pneumopathie chronique obstructive
La radiographie du thorax n'est ni nécessaire ni recommandée en « routine » dans la bronchite chronique[24] :
  - suspicion diagnostique, une hyperinflation ne permet pas de poser le diagnostic mais de le suspecter. Une diminution de la trame bronchique au niveau des apex donne également un indice (présence de bulle d'emphysème),
  - dans l'exacerbation aiguë, recherche d'un foyer infectieux (mais la décision de mettre en place un traitement antibiotique ne devrait toujours reposer que sur la clinique (critère d'Anthonysen[25]) et non sur l'imagerie[24].
- Pneumothorax, hémothorax, chylothorax
- Fibrose pulmonaire

#### Indications cardiologiques
Les diagnostics cardiologiques d'insuffisance cardiaque ou de décompensation cardiaque peuvent être évoqués, mais le diagnostic ne peut être posé sur la base de ce seul examen. De même un diagnostic étiologique ne peut être posé sur la base de l'imagerie radiologique[source insuffisante].
- Insuffisance cardiaque :
  - cardiomégalie : sur une radiographie standard (debout, en antéro-postérieur), la taille du cœur en largeur dépassant la moitié de la taille des plages pulmonaires. La sensibilité par rapport à l'examen de référence qu'est l'échocardiographie est bonne[27],
  - signe de surcharge chronique avec une redistribution vasculaire (taille des vaisseaux se rendant aux apex pulmonaires de taille comparable à ceux se rendant aux bases pulmonaires).

Ces deux signes ont une sensibilité et une spécificité moyennes pour déterminer la présence d'une surcharge volémique et la diminution de la fonction ventriculaire gauche.
- Décompensation cardiaque
Ceux-ci sont souvent décrits, enseignés dans les facultés de médecine[29],[30],[31],[32] et en soins infirmiers[33]. La littérature qui sous-tend toutes ces descriptions est ancienne à très ancienne[34],[35].
  - Signe en faveur d'une décompensation du « cœur droit » :
    - épanchement pleural à droite, multifactoriel, peut être lié à la présence d'ascite sur congestion hépatique chronique ou à l'obstruction du retour veineux des bronches et des lymphatiques pulmonaires (ceux-ci, à cause de la surcharge ne pouvant se drainer dans les veines azygos et hémi-azygos[36]),
    - turgescence de la veine azygos : en cas de surcharge volémique on peut mesurer la veine azygos au-dessus de la bronche souche droite. Si celle-ci est facilement visible et fait plus de 10 mm dans sa petite section on peut en déduire une surcharge droite[37],
    - augmentation de la taille de l’oreillette droite et du ventricule droit (plus anecdotique) ;

  - Signe en faveur d'une décompensation du « cœur gauche » :
    - redistribution vasculaire ou céphalisation (terme employé dans les cultures anglo-saxonnes) : à une distance fixe du hile pulmonaire, la taille des vaisseaux partant en direction des apex pulmonaires (sommets des poumons) est de plus petite taille que les vaisseaux se dirigeant vers les bases si le cliché est pris en position debout, ceci par répartition « passive » du liquide.
Si le volume de sang présent au niveau du poumon augmente (notamment si la fonction du ventricule gauche diminue), le sang « en plus » se répartira spontanément dans le compartiment le moins rempli, soit les vaisseaux se rendant vers les sommets. La sensibilité et la spécificité de cette description pour diagnostiquer l'insuffisance cardiaque gauche est bonne[38] mais insuffisante pour affirmer ou infirmer le diagnostic (la présence d'une redistribution augmente la probabilité près-test du diagnostic de trois fois, par comparaison, le dosage du BNP l'augmente de douze fois[39]).
    - œdème péri-bronchovasculaire :
    - turgescence hilaire,
    - ligne de Kerley,
    - épanchement pleural.

## Analyse
La radiographie du thorax est un examen grossier qui projette une structure 3D, le thorax et son contenu, sur une surface 2D. Malgré tout, il s'agit d'un examen extrêmement complet visualisant de nombreuses structures et permettant de détecter ou suivre d’innombrables pathologies.
Pour tirer un maximum d'informations de cet examen, une analyse scrupuleusement systématique est impérative. Elle se déroule toujours en deux parties : la « validation » de la radiographie par l'analyse technique puis l'analyse anatomique systématique.

### Qualité technique
La vérification de la qualité technique est la première étape de l'analyse d'une radiographie de thorax. En effet une radiographie de mauvaise qualité risque de compromettre la lecture et l’interprétation de l'examen et conduire à poser de mauvais diagnostics.

#### Identification
La toute première étape est l'identification de l’examen : les « Nom, Prénom et âge » du patient doivent être indiqués sur l’examen. Il s'agit ensuite de vérifier que ces informations sont correctes.

#### Position
Sur la plupart des radiographies modernes, une indication sur la technique est imprimée sur la radiographie (« debout », « couchée », « fait au lit » …). Lorsqu'on vérifie la technique de la radiographie, la vraisemblance de cette information doit être questionnée, ou la position de prise de la radiographie doit être déterminée si celle-ci n'y figure pas. L'information sur la position de prise de la radiographie est primordiale et conditionne l’interprétation de celle-ci (notamment l'analyse cardiovasculaire).
| Position             | indication technique                                                                             | Éléments en faveur |
| Radiographie debout  | - cliché debout (incidence postéro-antérieure)                                                   | - Présence d'une bulle gastrique : son absence ne signifie pas obligatoirement que le cliché est pris couché - Dégagement des omoplates : un patient couché ne dégagera pas ses omoplates et celles-ci se projetteront sur les champs pulmonaires. |
| Radiographie couchée | - cliché couché (incidence antéro-postérieure) - fait au lit - fait à 30° (inclinaison du buste) | Absence d'éléments en faveur d'un cliché fait debout |

#### Centrage
On s'assurera d'observer le centrage du thorax en repérant la distance des extrémités des clavicules par rapport à la ligne des épines vertébrales. Si le patient n'était pas correctement placé sur la plaque, on remarquera que les clavicules ne sont pas équidistantes et on parlera alors d'obliquité. Celle-ci peut être droite ou gauche, antérieure ou postérieure. L’antériorité ou la postériorité est définie par la position de la plaque. Le côté est défini par le côté qui touche la plaque (récepteur). Ceci est important pour la localisation des éléments dans le parenchyme pulmonaire car ils seront déplacés selon l'obliquité.

#### Inspirium
La vérification d'une inspiration optimale est primordiale. Une radiographie mal inspirée pourra montrer de multiples images pathologiques inexistantes dans la réalité par le jeu des surprojections et de la condensation pulmonaire. Plusieurs techniques sont utilisées, parmi lesquelles le comptage des arcs antérieurs des côtes qui doivent être au nombre de 5 (côtes entièrement visibles ne se surprojettant sur aucune structure extra-thoracique) ou le comptage des arcs postérieurs des côtes qui doivent être au nombre de 11. Le dégagement des omoplates, c'est-à-dire la projection des omoplates en dehors du thorax, est également un signe d'inspirium optimal.

#### Exposition
L'exposition du cliché est réglée soit manuellement par le technicien de radiologie, soit automatiquement par la mesure de la dose de radiations reçues par la plaque réceptrice. Une exposition optimale permet de voir le parenchyme sur l'intégralité des deux plages pulmonaires et de voir les corps vertébraux par transparence derrière la silhouette cardiaque.

### Examen systématique anatomique
L'ordre dans lequel les différents « systèmes » ou « groupes » anatomiques sont analysés n'a pas d'importance :
- Le lecteur peut utiliser un « pense-bête » mnémotechnique (par exemple « ABCDEF » pour Airways, Bones, Cardiac silhouette, Costophrenic angles, Diaphragm, Extrathoracic tissues, Fields (lung parenchyma)[41] ;
- il peut se concentrer sur la pathologie ou la suspicion diagnostique indiquant l'examen ;
- ou, enfin, il peut suivre un cheminement anatomique de la périphérie vers le centre selon l'ordre ci-dessous.

#### Tissus mous, extérieur du thorax
Il s'agit en premier lieu d'observer tous les éléments qui se trouvent en dehors du thorax. Les éléments qui peuvent être observés et les pathologies en découlant sont les suivants :

##### Corps étranger
Cette notion est à prendre au sens très large. Il s'agit de décrire les images radiologiques visualisées qui ne sont pas en rapport direct avec le patient (câble ECG, bijoux, fermeture éclair…). Une radiographie de qualité devrait comporter le moins possible de ces artefacts radio-opaques qui peuvent perturber la lecture de l'examen (il peut être difficile de distinguer le trajet d'une voie veineuse centrale lorsque la radiographie est « polluée » par de nombreux câbles).
La présence de ces « artefacts » peut également être un indice concernant l'état clinique du patient. Un patient instable du point de vue hémodynamique (hypotension, trouble du rythme cardiaque) sera maintenu sous surveillance ECG continue durant le cliché radiologique. On visualisera donc la présence des câbles sur le cliché.

##### Peau et tissus sous-cutanés
- Emphysème sous-cutané : présence de zone radiotransparente sous-cutanée (zone apparaissant en noir). Celui-ci peut avoir de multiples causes, la plus fréquemment décrite étant le pneumothorax[42]. La mise en place d'équipements (intubation oro-trachéale[43],[44] mise en place de trachéostomie[45]), la réalisation d'examen ou d'opération cervicale, thoracique ou abdominale[46] voire pelvien[47]. Des causes infectieuses peuvent aussi être évoquées telles que la gangrène gazeuse[48]. Pour l'anecdote, il existe un cas d'emphysème sous-cutané thoracique à la suite d'une lacération par des ongles[49].
Des causes « spontanées », non liées à un pneumothorax ou une lésion trachéale peuvent être (rarement) évoquées telles que les vomissements[50] et les éternuements[51],
- Épaisseur du tissu sous-cutané : l'épaisseur du tissu sous-cutané, mesurée latéralement sur une radiographie de thorax devrait se situer entre 4 et 8 millimètres[52]. Ces données sont très anciennes (1946) et doivent être prises avec circonspection. Néanmoins, l'épaisseur du tissu sous-cutané thoracique donne une première idée de l'état nutritionnel d'un patient (cachexie versus obésité),

##### Étage abdominal
- Présence d'air sous les coupoles diaphragmatiques : elle se signale par une zone radio-transparente sous les coupoles diaphragmatiques et fait donc "apparaître" le diaphragme, entre la zone radio-transparente du parenchyme pulmonaire et celle de l'air libre sous les coupoles.
Ce signe est visible dans environ 66 % des cas de perforation gastro-duodénale et dans environ 33 % des perforations de l'intestin grêle et du côlon. Cette sensibilité décroit si le patient a bénéficié d'une opération abdominale[53]. Une étude sur les traumatismes abdominaux a démontré que pour les pneumopéritoines de petite et de moyenne taille, la sensibilité de la radiographie est très inférieure à celle du scanner. Elle s'élève à 38 %[54].
En conclusion, la présence d'air libre abdominal sur une radiographie de thorax devrait rester une découverte fortuite et non l'indication pour la réalisation d'une radiographie. Dans le cas de douleurs abdominales, la radiographie change l'attitude du praticien dans 2 à 8 % des cas[55].
- Dilatation des anses intestinales : synonyme d'obstruction intestinale, elle se signale par une image typique dit « en pile d'assiettes » pour l'iléus grêle[56] et par de larges « bulles » lorsqu'il s'agit d'une obstruction colique[57].

#### Cadre osseux
Il s'agit d'examiner l'ensemble des os présent sur une radiographie de thorax.
- Colonne vertébrale : sur une radiographie de thorax de face, une partie importante de la colonne vertébrale peut être visualisée. On observe quelques vertèbres cervicales et l'ensemble des vertèbres thoraciques. Chaque vertèbre doit être rapidement observée en se focalisant sur sa radio-densité et sa hauteur. Les lésions que l'on peut mettre en évidence sont :
  - des troubles de la statique, particulièrement la scoliose (soit une courbure latérale de la colonne vertébrale associée à une rotation des corps vertébraux le long d'un axe vertical sur le plan horizontal). D'un point de vue clinique, le degré de scoliose, particulièrement de cyphoscoliose est lié de manière significative à l'altération des fonctions pulmonaires[58]. Elle se manifeste par un syndrome restrictif c'est-à-dire une réduction de la capacité vitale forcée. Celle-ci peut être corrigée par une ventilation non invasive[59]. Chez l'enfant, la scoliose congénitale peut entraîner des troubles du développement pulmonaire[60], mais la plupart du temps, a peu de conséquence sur le développement de l'enfant[61],
  - des fractures vertébrales pathologiques (secondaires à une néoplasie, une ostéoporose, une fracture de fatigue ou de stress) ou non, se manifestent notamment par la perte de hauteur du corps vertébral par rapport aux vertèbres présentes au-dessus et au-dessous. La sévérité d'une fracture peut être évaluée par le pourcentage de déformation de la vertèbre[62],
  - des troubles dégénératifs qui se manifestent par la triade classique de l'arthrose (présence d'ostéophytes, sclérose sous-chondrale, diminution de la hauteur des espaces inter-vertébraux[63]) ; les lésions se trouvent souvent localisées au niveau de la 5e vertèbre cervicale, de la 8e vertèbre thoracique et de la 3e vertèbre lombaire, endroit de la plus grande mobilité de la colonne[64] :
    - les spondylarthropathies,
    - la maladie de Forestier qui se manifeste par des ponts osseux ou « coulées osseuses » sur la face latérale droite des vertèbres[65]. Cette pathologie est la plupart du temps sans conséquence clinique mais peut se manifester par des dysphagies (troubles de la déglutition) ou de la dyspnée (difficulté à respirer)[66].
- Arc costaux : hormis leur dénombrement en tant que critère de qualité de l'inspirium de la radiographie, l'analyse des arcs postérieur, latéral et antérieur permet parfois de mettre en évidence des atteintes osseuses. Dans tous les cas, mais plus particulièrement en cas de traumatisme avéré ou supposé, de dyspnée ou de néoplasie connue, l'examinateur se focalisera rapidement sur les corticales des côtes postérieures puis latéral. Les arcs antérieurs, situés loin de la plaque dans un cliché "classique" sont moins nets et beaucoup plus difficiles d’interprétation. les lésions que l'on peut observer sont :
  - des fractures costales se manifestant par une perte de continuité des corticales.
    - fracture traumatique : La radiographie de thorax n'est pas l'examen de choix. Par contre, la présence de fracture visible sur la radiographie prédit mieux que le scanner le risque d'insuffisance respiratoire[67].
    - fracture pathologique : comme pour les vertèbres, les côtes peuvent présenter des fractures pathologiques soit sur métastase ostéolytique[68] ou condescendante soit sur ostéoporose (lié à l'âge[69], lié à l'exposition à la radiothérapie en cas de cancer du poumon[70])
- Atteinte chondral : des atteintes du thorax cartilagineux existent (tumeur[71], infection[72], inflammation). La radiographie de thorax ne peut mettre en évidence que les calcifications liées à l'âge, en général bénignes. Cette ossification progressive du cartilage costal est régulière au cours de la vie et a même été proposé comme méthode pour donner un âge lors de la découverte d'un squelette[73].